# Frits Slomp

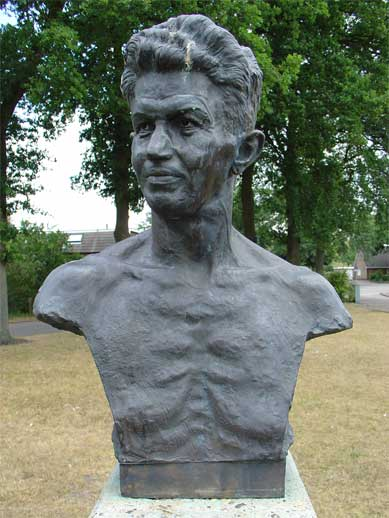
Büste von Frits Slomp in Hardenberg

Fredrik „Frits“ Slomp (* 5. März 1898 in Ruinerwold; † 13. Dezember 1978 in Vaassen) war ein niederländischer Pastor und Widerstandskämpfer gegen die deutsche Besetzung der Niederlande während des Zweiten Weltkriegs.

## Biographie

### Ausbildung und erste Berufsjahre
Frits Slomp wurde als zweiter von drei Söhnen einer Bauernfamilie in Drenthe geboren, die der Niederländisch-reformierten Kirche eng verbunden war. Er beschloss, Theologie zu studieren, „um die Menschen wachzurütteln“. 1926 beendete er sein Studium an der Freien Universität Amsterdam und heiratete er im Jahr darauf die Tochter eines örtlichen Schuldirektors; das Ehepaar bekam einen Sohn und eine Tochter.
1927 wurde Slomp der erste reformierte Pastor in Nieuwlande, wo er den späteren Widerstandskämpfer Johannes Post kennenlernte, mit dem er im Widerstand zusammenarbeitete. Drei Jahre später ging er nach Heemse, einem heutigen Ortsteil von Hardenberg. Durch die Nähe der Grenze zu Deutschland gehörten auch Deutsche zu seinen Kirchgängern, die ihn über die politischen Entwicklungen in ihrem Heimatland auf dem Laufenden hielten. Er selbst las die Schriften von Hitler sowie Rosenberg und nationalsozialistische Zeitungen. Er erkannte die Gefahren der NS-Ideologie und versuchte, dahingehend auf seine Gemeindemitglieder einzuwirken und diese zu warnen. Auch predigte er in der Evangelisch-altreformierten Kirche im deutschen Bentheim und fuhr damit selbst dann fort, nachdem die Behörden 1937 ein Predigtverbot für niederländische Pastoren in Deutschland ausgesprochen hatten.
Frits Slomp war ein praktisch denkender und sozial engagierter Pastor. 1935 fuhr er als Vorsitzender einer Kommission zur Bekämpfung von Jugendarbeitslosigkeit mit einer Delegation nach Den Haag, um dort gegen die Sinnlosigkeit eines Arbeitslosenprojektes zu protestieren. Auch wandte er sich gegen einen Beschluss der niederländischen Regierung vom 10. Mai 1938, wonach arbeitslose Niederländer zur Beschäftigung nach Deutschland geschickt werden sollten. Er sah darin einen Anschlag auf die geistige Freiheit, da seiner Meinung nach die Betroffenen nicht „unbeschädigt“ zurückkehren würden. Mit Hilfe des Kirchenrates bewegte Slomp die Bauern in seinem Dorf, jeweils einen weiteren Knecht einzustellen, um die Zahl der Arbeitslosen zu reduzieren, und er selbst stellte zusätzliche Hilfsprediger ein.

### Im Widerstand
Als der Zustrom von deutschen Juden ab November 1938 immer stärker wurde, organisierte Slomp Verstecke für die Menschen, und ab 1941 auch für „Reichsdeutsche“, die sich dem Dienst bei der Wehrmacht entziehen wollten. „Slomp was immers niet anti-Duits, maar anti-nazi“, schreibt das Biografisch Woordenboek van Nederland (dt. = „Slomp war jedenfalls nicht anti-deutsch, sondern anti-nazi.“). Er rief auf vielerlei Arten zum Widerstand gegen die Deutschen auf, die die Niederlande im Mai 1940 besetzt hatten. Nachdem er am 12. Juli 1942 in einer Predigt dazu aufgerufen hatte, den Nederlandse Arbeidsdienst zu boykottieren, wollte die Gestapo ihn verhaften, jedoch konnte er vor der Festnahme untertauchen.
Ende November 1942 lernte Slomp bei einer Predigt in Winterswijk das Vorstandsmitglied der Gereformeerde Vrouwenvereeniging in Nederland,  Helena Kuipers-Rietberg, kennen, die unter dem Decknamen „Tante Riek“ untergetauchten Menschen half. Auf ihre Bitte hin initiierte er den Aufbau eines nationalen Netzwerkes, der Landelijke Organisatie voor Hulp aan Onderduikers (LO). Unter seinem Decknamen Frits de Zwerver (dt. = Frits der Streuner) fuhr er per Fahrrad durch die Niederlande, um Kontakt zu bestehenden Widerstandsgruppen aufzunehmen und die Gründung neuer Gruppen in die Wege zu leiten. Als Ouderling Van Zanten uit Dordrecht predigte er weiterhin, meist unangekündigt. Das Biografisch Woordenboek van Nederland schreibt: „Hoewel hij op het eerste gezicht door zijn kleine gestalte weinig indruk maakte, bezat hij een grote overtuigingskracht, die voortkwam uit zijn principiële levensbeschouwing. Daarbij hielpen hem zijn mensenkennis en empathie, alsmede zijn spontaniteit, gevoeligheid, vrijmoedigheid en onafhankelijkheid.“ (dt. = „Obwohl er auf den ersten Blick wegen seiner kleinen Statur wenig Eindruck machte, besaß er eine große Überzeugungskraft, die einer Weltanschauung mit Prinzipien entsprang. Dabei halfen ihm seine Menschenkenntnis und Empathie sowie seine Spontaneität, Empfindsamkeit, sein Freimut und seine Unabhängigkeit.“)

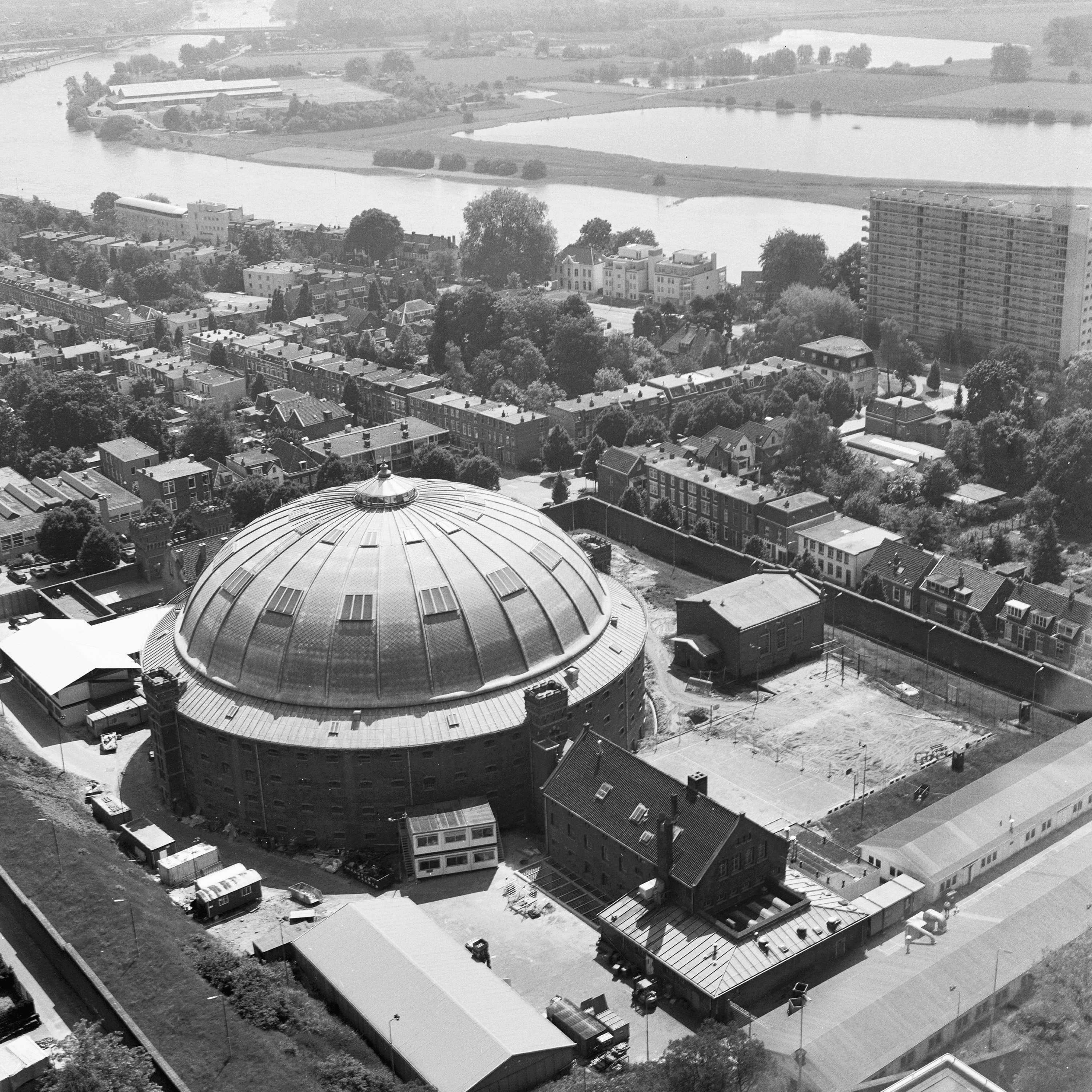
Aus dem Koepelgevangenis in Arnhem (hier ein Foto von 1999) wurde Frits Slomp 1944 befreit.

Im Oktober 1943 war der SD Frits Slomp als einem der bekanntesten Widerstandskämpfer in den Niederlanden so nah auf den Fersen, dass er – gegen seinen erklärten Willen – den Vorsitz der LO, den er bis dahin innegehabt hatte, niederlegen musste. Er beschränkte sich fortan auf lokale Aktivitäten in seiner Gemeinde. Doch seine Ruhelosigkeit und sein Eigensinn brachten ihn ständig in neue Gefahr und seine Freunde zur Verzweiflung. Am 1. Mai 1944 wurde er per Zufall bei Ruurlo von zwei Polizisten festgenommen, weil man ihn für einen Juden hielt, und in das Koepelgevangenis in Arnhem gebracht. Von dort wurde er von zehn bewaffneten Angehörigen der Landelijke Knokploegen (LKP) am 11. Mai befreit, bevor die Deutschen seine Identität herausfanden. Bis zum 11. April 1945, dem Tag der Befreiung von Overijssel, blieb er mit seiner Familie untergetaucht.

### Nach 1945
Das weitere Leben von Slomp war von seinen Kriegserfahrungen bestimmt. Nach Kriegsende betreute er zunächst die Witwen und Waisen von rund 1700 im Widerstand getöteten Männern. Zwischen Juni 1945 und März 1946 hielt er gemeinsam mit einem Vertreter der katholischen Kirche Vorträge zum Thema De geestelijke achtergrond van het verzet (dt. = Der geistige Hintergrund des Widerstands). Darin betonte er besonders die Rolle der Frauen, die vielfältige Aufgaben im Widerstand übernommen hatten, auch seine eigene. Auch kümmerte er sich um ehemalige Mitglieder der Nationaal-Socialistische Beweging und der niederländischen SS, die von Gewissensnöten geplagt waren.
Im Januar 1948 reiste Frits Slomp nach Niederländisch-Indien, um die dortigen ehemaligen Widerstandskämpfer zu betreuen. Anfang Februar 1949 fuhr er dort mit seinem Jeep auf eine Landmine. Er überlebte, aber behielt einen Gehörschaden zurück. Während seines dortigen Aufenthalts änderte er seine frühere, eher positive Einstellung zur niederländischen Kolonialpolitik. 1950 kehrte er in die Niederlande zurück und wurde in Hoorn tätig, ging aber 1962 in den vorgezogenen Ruhestand, weil die dortige Gemeinde zu verhindern versuchte, dass er sich insbesondere um Familien der Unterschicht kümmerte und für diese Gottesdienste abhielt. Bis 1966 engagierte er sich in der Evangelisation in der vornehmlich sozialistisch geprägten Gemeinde Noordwolde und hielt bis kurz vor seinem Tod wöchentliche Predigten.
1965 sprach sich Slomp, anders als viele Niederländer aus dem Widerstand, für eine Hochzeit zwischen Kronprinzessin Beatrix und dem deutschen Diplomaten Claus von Amsberg aus und konnte auch andere von seiner Position überzeugen. Ebenso plädierte er 1972 für die Freilassung von drei deutschen Kriegsverbrechern, den sogenannten Drei von Breda, aus dem Gefängnis.

## Gedenken
1995 wurde in Hardenberg eine Büste zum Gedenken an Frits Slomp enthüllt.
1976 publizierte der Journalist Jan Hof das Buch Frits de Zwerver. Twaalf jaar strijd tegen de naziterreur, mit einem Vorwort von Prinz Bernhard. 2013 erschien das Buch in achter, überarbeiteter Auflage in Zusammenarbeit mit Slomps Sohn Jan. Anne de Vries hatte mit der Arbeit an einem Roman über Frits Slomp begonnen, doch blieben seine Entwürfe infolge seines frühen Todes 1964 unausgeführt.